# TOCA Race Driver
TOCA Race Driver (Pro Race Driver aux États-Unis) est un jeu de course automobile développé et édité par Codemasters, en 2002, pour PlayStation 2, Xbox et Windows. Il est le quatrième jeu de la série Toca.

## Système de jeu

### Généralités
La conduite diffère selon le modèle choisi mais aussi selon les conditions climatiques, certaines courses se déroulant sous la pluie. Dans les premiers championnats, les voitures sont généralement maniables et faciles à conduire, étant légères et peu puissantes. Plus tard, en revanche, on aura affaire à des modèles plus nerveux, plus lourds et plus puissants. Malgré l’aspect arcade du jeu, on peut déplorer un manque de réalisme dans le comportement des autos, celles-ci ayant tendance à déraper de manière exagérée, notamment dans les courbes.
Avant de prendre part aux courses, le joueur a accès à toute une palette de réglages pour optimiser les performances de sa voiture. Il peut également prendre part à des essais. Cependant, il n’y a pas de séance de qualifications, la position du joueur étant déterminée de manière aléatoire (généralement, entre la 4e et la 11e place).
Dans chaque compétition, sauf les deux dernières, 14 voitures sont présentes sur la grille de départ. Les courses durent en général entre 3 et 6 tours (jusqu’à 20 sur les circuits ovales) et rémunèrent le pilote selon ce barème :
- 10 points pour le vainqueur
- 6 pts pour le second
- 3e : 4 pts
- 4e : 3 pts
- 5e : 2 pts
- 6e : 1 pt

Chaque championnat compte un total de six courses.

### Modes
Toca Race Driver a la particularité de proposer un mode carrière construit autour d’un scénario, chose assez rare dans un jeu de course. De fait, le joueur incarne Ryan McKane (VF : Marc Saez), un pilote novice dont le père a trouvé la mort sur un circuit, quinze ans plus tôt. Frère cadet de Donnie, qui a déjà connu le succès dans la compétition « American All Stars » (imitation de la NASCAR), Ryan est déterminé à faire ses preuves et à gravir les échelons le séparant de la gloire. Pour cela, il pourra compter sur le soutien de Paulie (VF : Gilbert Levy) et de son chef mécano, Bobby.
Le mode carrière est composé de 13 championnats, dont trois séries officielles : le V8 Supercars, le DTM et le Toca Tour. Le joueur est informé par e-mail des offres de contrat, certaines exigeant un test préalable dans lequel il faut battre un temps de référence. Au début du jeu, seules les « petites » compétitions sont accessibles : le Toca Tour et autres championnats nationaux, où la puissance des voitures n’excède pas 220 chevaux. Un certain nombre de points est demandé avant d’atteindre le niveau supérieur, qui comprend des séries plus sérieuses comme le DTM, le V8 Supercars ou l’AAS, l’American All Stars. Si l’on inscrit suffisamment de points, les derniers championnats, à savoir les championnats mondiaux, sont disponibles. 
Lorsque l’on remporte une compétition (ce qui n’est pas obligatoire, seul le nombre de points inscrits étant pris en compte), un pilote, généralement celui qui a terminé à la 2e place, nous contacte pour nous convier à un duel. Si on le gagne, il nous cède sa voiture.

## Circuits et voitures disponibles
Le jeu compte une quarantaine de circuits officiels. En voici une liste, non exhaustive :
- Barcelone
- Magny-Cours
- Monza
- Silverstone
- Hockenheim
- A1 Ring
- Brands Hatch
- Adélaïde
- Phillip Island
- Bathurst
- Mexico
- Charlotte
- Las Vegas
- Dijon Prenois
- Zandvoort
- Fuji

En ce qui concerne les voitures, le jeu contient des modèles de renommée :
- AC Cobra
- Alfa Romeo 147 Cup
- Alfa Romeo GTV
- Audi TT-R
- Austin Mini Cooper S
- Chevrolet Cavalier
- Chevrolet Corvette C3
- Chevrolet Corvette C5
- Chevrolet Monte Carlo NASCAR
- Dodge Charger 1969
- Dodge Neon
- Dodge Viper GTS
- Dodge Viper GTS-R
- Eagle Talon
- Ford Falcon
- GMD DPRS T230
- Holden Commodore VX
- Koenig C62
- Lexus IS 200
- Lola B01/60 MG
- Lotus Motor Sport Elise Type M111
- Marcos LM 600
- Marcos Mantis GT3
- Mercedes-Benz CLK DTM C208 & C209
- MG ZR
- MG ZS
- Mitsubishi Lancer Evolution VI
- Mitsubishi Mirage Asti
- Nissan Skyline R34
- Opel Astra V8 Coupé G
- Peugeot Coupé 406
- Proton Satria
- Saab 9-5
- Subaru Impreza
- Toyota Chaser
- Toyota GT-One
- Toyota Supra IV
- TVR Cerbera Speed 12
- TVR Tuscan & Tuscan Challenge
- Vauxhall Astra Coupé IV

## Accueil
- Jeux vidéo Magazine : 16/20 (PS2)[1] - 17/20 (PC)[2]